# Eleccions presidencials del Tadjikistan de 1991
El 24 de novembre de 1991 es van celebrar per primera vegada eleccions presidencials al Tadjikistan. El resultat va ser la victòria de Rahmon Nabiyev, del Partit Comunista del Tadjikistan, que va obtenir el 60% dels vots. La participació dels votants va ser del 86,5%.